# Cetejus peltosticus
Cetejus peltosticus es una especie de coleóptero de la familia Passalidae.

## Distribución geográfica
Habita en Aru (Indonesia).